# 丁巨算法
《丁巨算法》，元代数学家丁巨撰，原书八卷，已失传，但存世90题，其中《永乐大典》收入28题，《知不足斋丛书》62题。内容包括四则运算、方程、少广、盈不足、田亩、斤称等。